# Miami Tower
Vista geral do Miami Tower
O Miami Tower (anteriormente, Bank of America Tower) é um arranha-céu edificado na cidade de Miami, Flórida.

## História
Edificada para  a CenTrust Savings & Loan em 1987, possui 47 andares e figura entre os maiores arranha-céus em Miami e na Flórida. Ficou famosa por sua iluminação noturna. Foi projetada pela Pei Cobb Freed & Partners, que também projetou a US Bank Tower em Los Angeles, a torre é constituída por duas estruturas separadas.
Os projetos para a construção começaram em 1980 e a primeira etapa foi concluída em 1983. Em Agosto de 1984 um alarme de incêndio disparou no 9º andar trazendo pânico na construção e as obras tiveram de ser adiadas por várias semanas. Em 15 de dezembro de 1985, a torre foi iluminada pela primeira vez pelos Miami Dolphins.
Em Fevereiro de 1987, o complexo foi concluído e ganhou notoriedade por seu luxuoso interior, incluindo um piso de mármore e ouro no 11º andar e um terraço de 10 mil m².

## Cultura Popular
- O telhado do edifício foi o cenário para o vídeo de Gloria Estefan "Turn A Beat Around" em 1994.

## Galeria

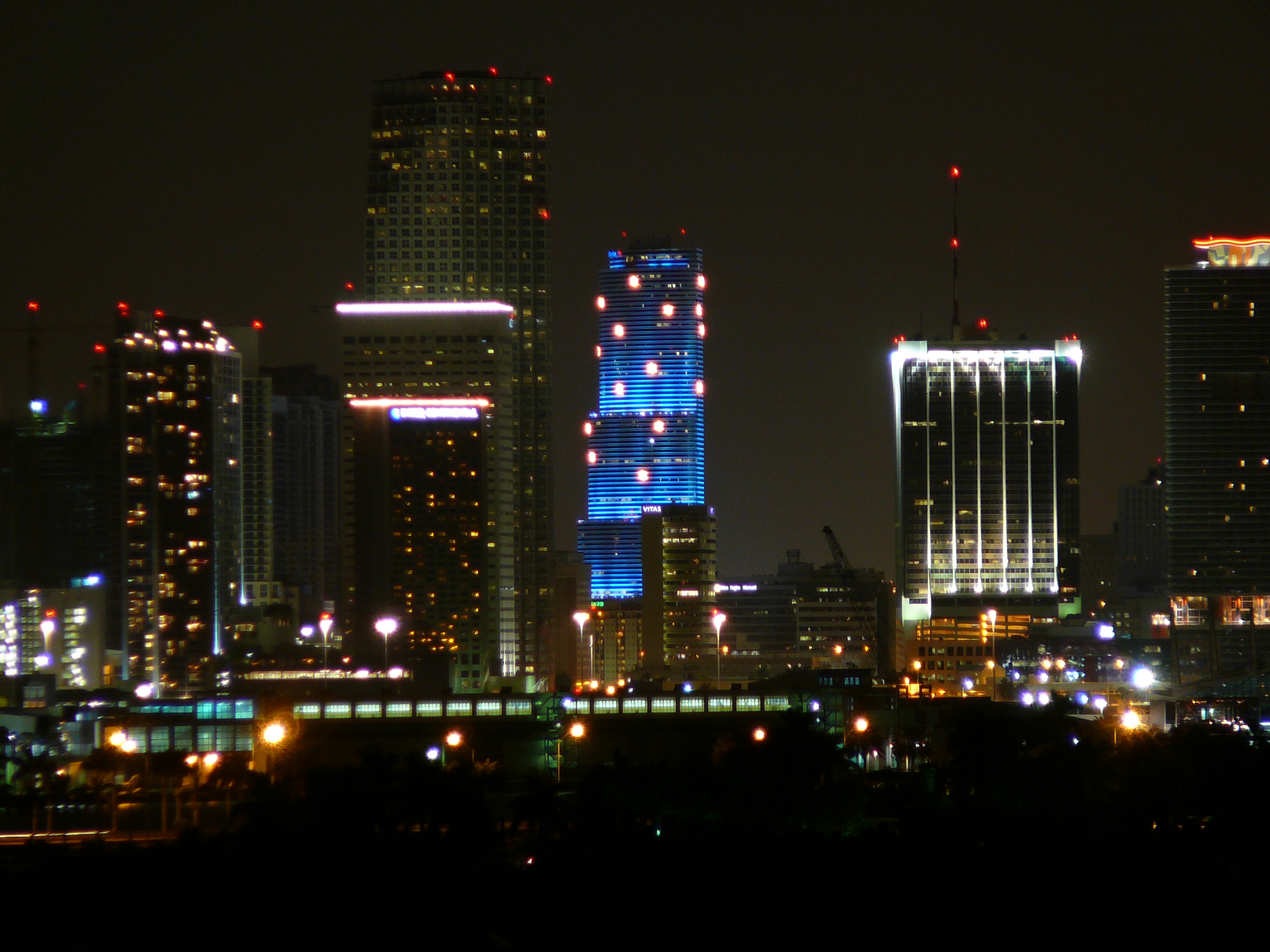
Torre decorada com neve para o Natal.
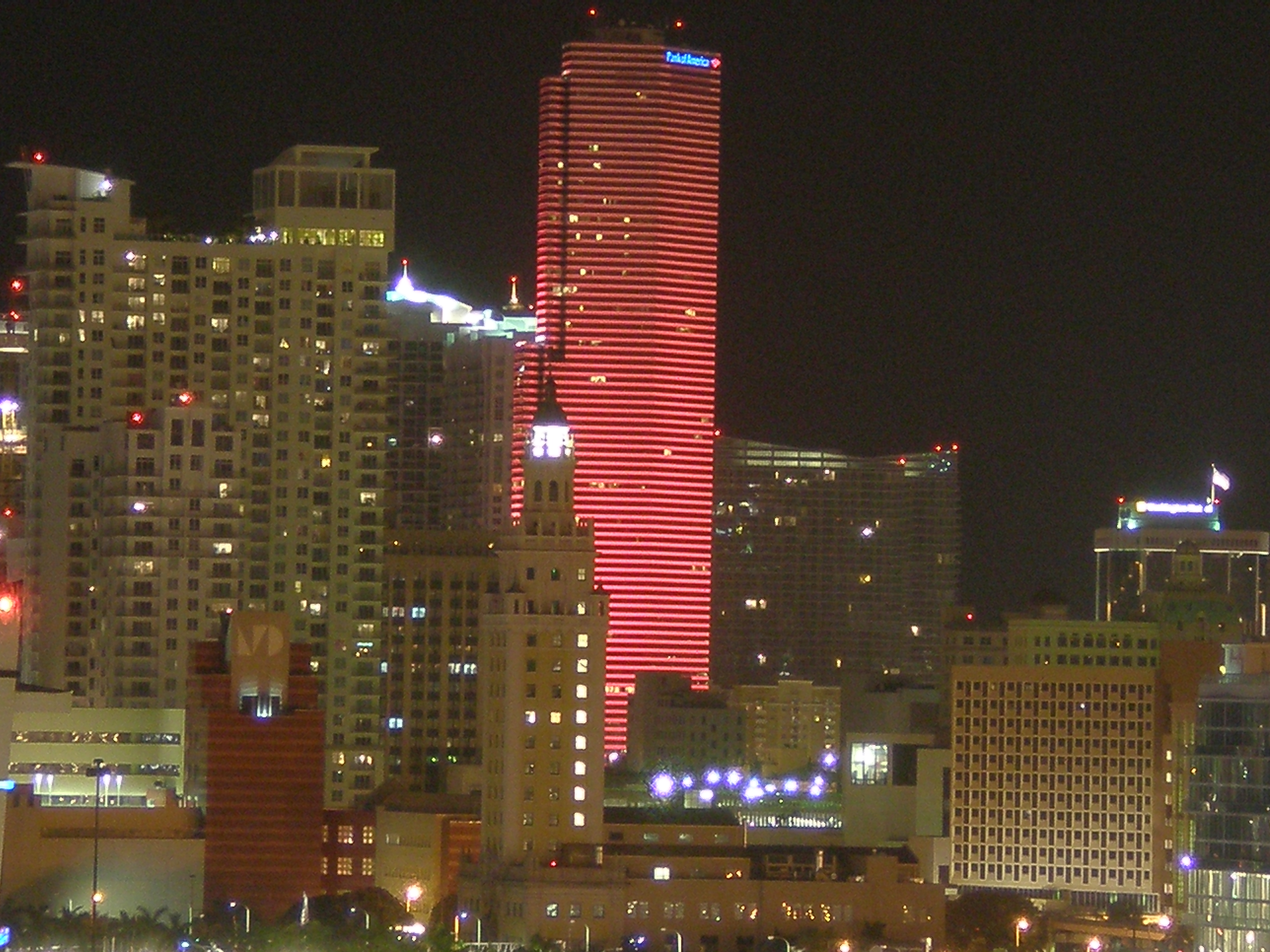
Torre de vermelho.
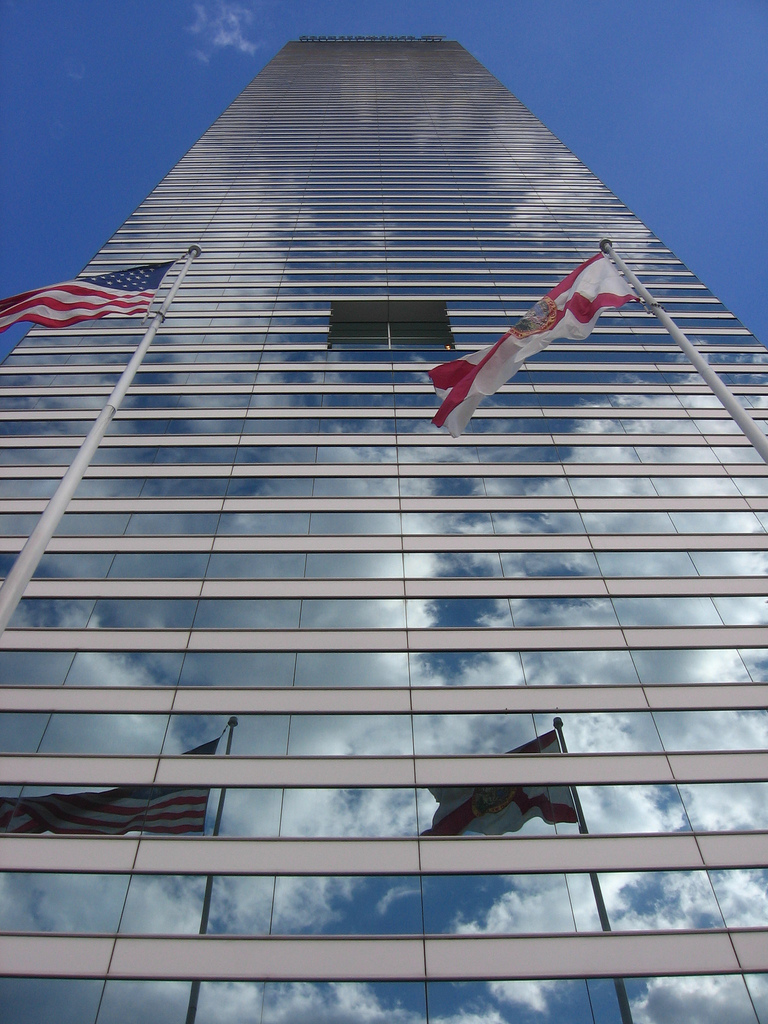
Torre vista de baixo.
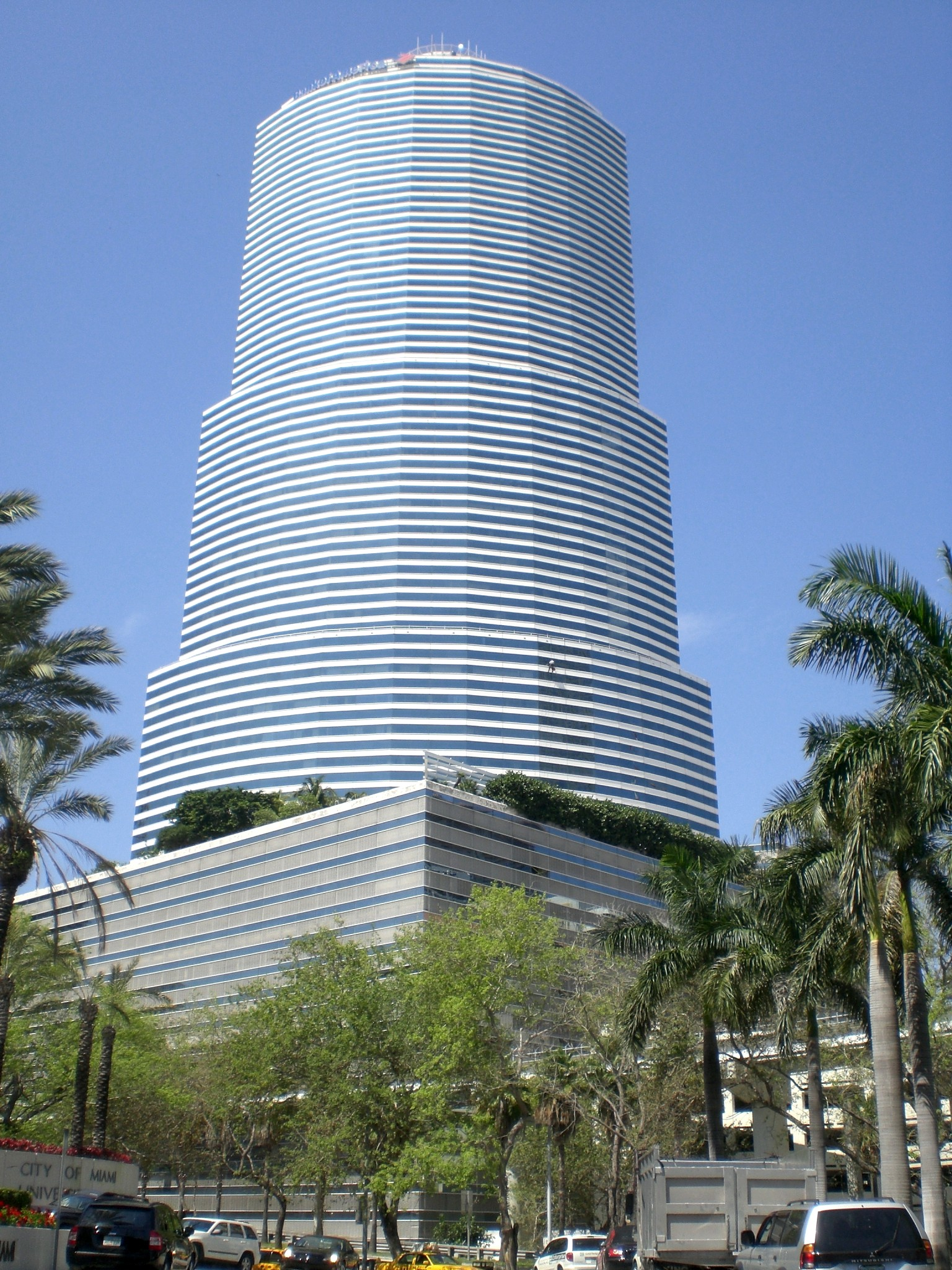
Miami Tower.